# Флейшман, Алексей Дементьевич
Алексей Дементьевич Флейшман (29 июля 1917, Гришковцы, Бердичевский округ — 2006, Харьков) — заместитель командира эскадрильи 4-го истребительного авиационного полка 287-й истребительной авиационной дивизии 4-й воздушной армии Северо-Кавказского фронта, старший лейтенант. Герой Советского Союза.

## Биография
Родился 29 июля 1917 года в селе Гришковцы ныне Бердичевского района Житомирской области в семье рабочего. Окончил автодорожную школу. Работал автомехаником в Житомире.
В марте 1939 года призван в ряды Красной Армии. В 1940 году окончил Одесскую военную школу лётчиков имени П. Д. Осипенко. В боях Великой Отечественной войны с июня 1941 года. Воевал на Юго-Западном, Брянском, Сталинградском и Северо-Кавказском фронтах.
6 мая 1943 года заместитель командира эскадрильи старший лейтенант А. Д. Флейшман получил приказ командира полка немедленно поднять в воздух десять самолётов, которые должны прикрыть наши войска в районе станицы Крымской. Туда немцы бросают большое количество авиации, чтобы сорвать наступление наших частей. Ещё над своей территорией А. Д. Флейшман разделил группу на три звена. Четыре самолёта вёл он сам. Это было ударное звено для схватки с бомбардировщиками. Второе звено, тоже состоящее из четырёх машин, должно прикрывать всю группу, следуя чуть справа. Два самолёта резерв.
Заняв боевой порядок, группа истребителей прошла над линией фронта. Старший лейтенант по радио связался с представителем ВВС, который сообщил, что со стороны Новороссийска в район Крымской идёт большая группа вражеских бомбардировщиков, и что там уже барражируют два звена истребителей, которые, по всей вероятности, будут прикрывать их над целью.
Получив эти данные, А. Д. Флейшман сразу же приказал группе набрать высоту до четырёх тысяч метров и идти в указанный район. Вот и Крымская. Над ней высоко в небе чуть заметны точки вражеских истребителей. Они обнаружили наши самолёты и пошли на сближение. Их цель была ясна: связать наших лётчиков боем и дать возможность своим бомбардировщикам сбросить смертоносный груз.
Закипел воздушный бой. Ударное звено А. Д. Флейшман не бросал в атаку, сохраняя боеприпасы для бомбардировщиков, которые должны были вот-вот подойти. Но вражеские истребители, видимо, поняли этот манёвр и старались навязать бой именно этому звену.
Наступил момент, когда старший лейтенант уже взял ручку управления резко на себя и бросил машину в вираж. В это время один из истребителей противника сделал «бочку» и как раз попал в прицел А. Д. Флейшмана. Короткая очередь, и вражеский самолёт вздрогнул. А. Д. Флейшман видел хорошо, как фашист начал падать и взорвался где-то в расположении своих войск.
Новая атака. Один из лётчиков резерва тоже сбил вражескую машину. Потеряв два истребителя, фашисты стали уходить. А. Д. Флейшман понял, что у противника кончается горючее. Он посмотрел на приборы. У него горючего оставалось на несколько минут. А бомбардировщики всё не идут. Если они ещё задержаться, то задача не будет выполнена.
Группа наших истребителей стала постепенно таять. У них заканчивалось горючее. Один за другим они покидали строй и уходили на свой аэродром. Над целью остался один А. Д. Флейшман. Горючего совсем мало. Скоро придётся и ему возвращаться. Но вот и вражеские бомбардировщики. Их около тридцати.
Тогда старший лейтенант А. Д. Флейшман делает боевой разворот и бросает машину в пикирование. Гитлеровцы заметили советский истребитель и открыли ураганный огонь изо всех видов оружия. Но А. Д. Флейшман зашёл в атаку со стороны «мёртвой зоны», и ему ничего не угрожало. Фашисты стали метаться и сбрасывать свой груз куда попало. Они не знали, что у советского истребителя не осталось ни одного снаряда и ни одной пули, что мотор его самолёта пережигает последние капли бензина.
Атака удалась. Два вражеских бомбардировщика во время паники столкнулись и, окутанные дымом, стали падать. Сам А. Д. Флейшман чудом остался цел. Его машина проскочила мимо немецкого бомбардировщика всего в нескольких метрах. Сделав «мёртвую петлю», он снова бросился в атаку. На этот раз остальные самолёты тоже освободились от груза и стали изо всех сил удирать.
Когда А. Д. Флейшман убедился, что опасность миновала, он направился к своему аэродрому. Мотор уже стал давать перебои. Старший лейтенант отпустил ручку управления и начал планировать. Вдруг машина вздрогнула. Мотор охватило пламенем. А. Д. Флейшман бросил взгляд вправо и увидел два вражеских истребителя. Один из них проскочил мимо горящего самолёта, готовясь ко второй атаке.
А. Д. Флейшман бросил истребитель в отвесное пикирование, стараясь скорее достичь земли. Дым и пламя прорвались в кабину. Новый удар потряс самолёт, и А. Д. Флейшман почувствовал боль во всём теле. Он уже ничего не видел. В глазах замелькали жёлтые круги. Однако сознание лётчик не потерял и знал, что выход был один — выброситься за борт. Как он дёрнул вытяжное кольцо парашюта, как приземлился, не помнит. Очнулся уже в госпитале. Там и узнал о блестящем выполнении задания. Фашистские лётчики бомбили свои же порядки. К нам не попала ни одна бомба.
Прошло не так много времени, и А. Д. Флейшман опять появился в полку. Он получил новый самолёт и продолжал воевать. За период войны старший лейтенант А. Д. Флейшман лично сбил 13 самолётов противника и в групповых боях — 14 самолётов. На его счету 326 боевых вылетов, более 60 воздушных боёв.
Указом Президиума Верховного Совета СССР от 24 августа 1943 года за мужество и отвагу, проявленные в воздушных боях с немецко-фашистскими захватчиками старшему лейтенанту Алексею Дементьевичу Флейшману присвоено звание Героя Советского Союза с вручением ордена Ленина и медали «Золотая Звезда».
После окончания Великой Отечественной войны продолжал службу в Армии. В 1946 году окончил Военную академию командного и штурманского состава ВВС Красной Армии. С 1957 года полковник А. Д. Флейшман в запасе. Жил в Харькове. Был лектором городского общества «Знание». С 1986 по 1989 год возглавлял Совет ветеранов войны и труда Фрунзенского района Харькова, с 1995 по 1999 год — председатель Совета инвалидов войны и военной службы Харьковской области.
Скончался 1 сентября 2006 года. Похоронен в Харькове на кладбище № 2.
Награждён орденами Ленина, Красного Знамени, Александра Невского, Отечественной войны 1-й и 2-й степеней, Красной Звезды, медалями.
В городе Харьков на доме, в котором жил Герой, установлена мемориальная доска.